# Liste der Bodendenkmäler in Fellheim
Auf dieser Seite sind die Bodendenkmäler in der schwäbischen Gemeinde Fellheim zusammengestellt. Diese Tabelle ist eine Teilliste der Liste der Bodendenkmäler in Bayern. Grundlage ist die Bayerische Denkmalliste, die auf Basis des Bayerischen Denkmalschutzgesetzes vom 1. Oktober 1973 erstmals erstellt wurde und seither durch das Bayerische Landesamt für Denkmalpflege geführt wird. Die folgenden Angaben ersetzen nicht die rechtsverbindliche Auskunft der Denkmalschutzbehörde.

## Bodendenkmäler in Fellheim
| Lage                      | Objekt | Akten-Nr.     | Bild           |
| ------------------------- | --- | ------------- | -------------- |
| (Standort)                | Burgstall des Mittelalters.                                                                                | D-7-7926-0005 |                |
| Ulmer Straße 6 (Standort) | Frühneuzeitliche Befunde im Bereich des ehemaligen Schlosses in Fellheim.                                  | D-7-7926-0028 | weitere Bilder |
| (Standort)                | Frühneuzeitliche Befunde im Bereich der ehemaligen Synagoge und des alten jüdischen Friedhofs in Fellheim. | D-7-7926-0033 | weitere Bilder |